# ゴールデン亭主コンテスト
ゴールデン亭主コンテスト（ゴールデンていしゅコンテスト）は毎日放送で放送されていた視聴者参加型番組である。1962年（昭和37年）1月6日から1963年（昭和38年）1月26日まで、約1年間放送された。吉原製油の一社提供。
日ごろ主婦にまかせきりの家事一般（炊事、掃除、子守り、荷造り等）を亭主族に行わせ、その得点を競うというバラエティ番組であった。全回スタジオ公開生放送。
審査員は毎回変わるが、生活笑百科（NHK総合）の相談員の構成と同じく、大阪方から男女1名ずつの計2名、東京方から1名であった。なお初回から2月10日放送分まで概ね1か月間連続して浪花千栄子が審査員の一人として出演している。
1955年（昭和30年）に出版された福島慶子のエッセイ集『うちの宿六』が番組作りのヒントであったため、当初の企画会議では「うちの宿六コンテスト」をタイトルにしようとしたが、結局スポンサーの商品名「ゴールデンサラダ油」にひっかけたタイトルになった。
すでに『水道完備ガス見込』（NETテレビ）、『学園まえ』（NHK）などのレギュラーで「気の弱い亭主のイメージがあった」野々浩介が司会に起用された。

## 競技種目
参加者は毎回3組の夫婦であるが、競技で実演するのは夫のみ。競技は3種用意され、例えば初回は「パン切り」「結納飾り」「子守り」であった（当然、サラダ油を使った料理競技も出たことがあるが毎回ではない）。他に「着物畳み」「握り飯作り」「オムツ取換」「アクセサリー付け」「巻き寿司作り」「障子張り」など。中には「日曜大工」のような夫の仕事と思われる競技もあった。
「髪結い」の際には通例、若い女性モデルを起用すべきところ、見ている妻の機嫌を悪くすることが予想されたので、子供に変えた。「着物の帯結び」も同様に改変された。
競技に用意された道具・材料には不必要なものもトラップとして仕込まれており、巻き寿司の材料にウインナーソーセージが紛れ込んでいて、それを使った競技者が減点されている。ゲーム3種のうち最も困難と思われるゲームのみ、スタジオ一隅で控えている妻も緊急参戦することができた。得点は各回の審査員3名によって決まり、最高得点者には"ゴールデン亭主"の称号を与え、トロフィーと賞金五千円を贈った。

## 放送局
- 毎日放送（制作局）
- NETテレビ（同時ネット。なお回数不明だがNET制作回もあった[1]。）